# Jan Michał Beynarowicz
Jan Michał Beynarowicz (ur. 17 września 1872 w Krakowie, zm. 8 kwietnia 1964 w Mrozowie) – polski prawnik, prokurator, sędzia, notariusz, pionier polskiego narciarstwa i taternictwa.

## Życiorys

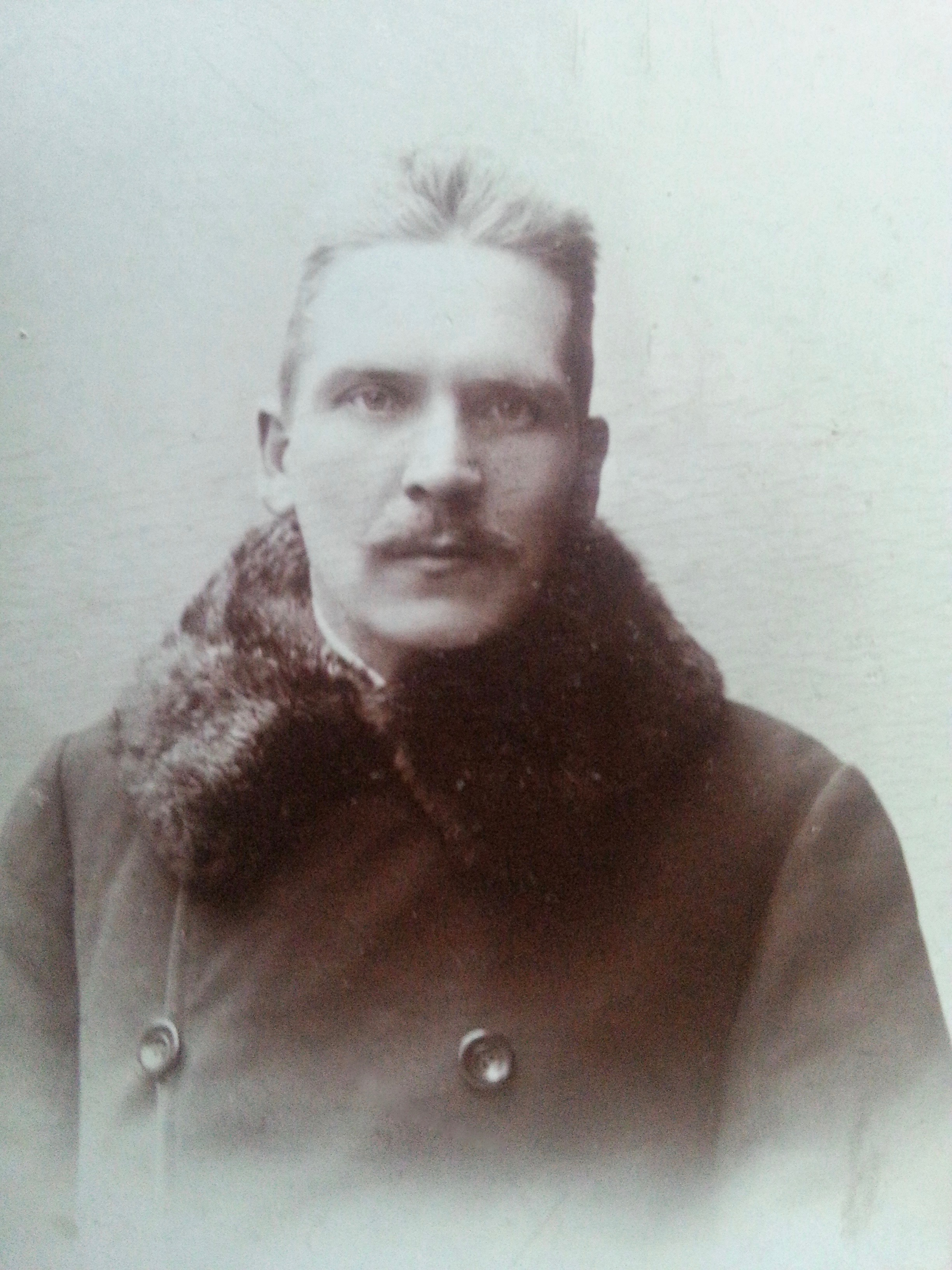
Jan Michał Beynarowicz
w wieku 36 lat

Pochodził z rodziny szlacheckiej z powiatu szawelskiego na Litwie. Jego przodkowie brali czynny udział w powstaniach listopadowym i styczniowym. Jego ojciec, Jan Wiktor, po konfiskacie majątku przeniósł się do zaboru austriackiego do Krakowa, a później do Tarnopola. Jan Michał Beynarowicz studia prawnicze odbył w Uniwersytecie Lwowskim (Franciszkańskim), gdzie 9 maja 1897 uzyskał doktorat z prawa. W 1905 w Tarnopolu poślubił Marię z domu Lachawiec. Wstąpił do c. k. służby sądowniczej, początkowo jako wiceprokurator w Tarnopolu, a następnie jako sędzia w Samborze. W latach 1918–1921 służył w Oficerskim Korpusie Sądowym Wojska Polskiego w randze podpułkownika. Uczestniczył w kodyfikacji polskiego prawa karnego. Był wiceprezesem Sądu Apelacyjnego we Lwowie do końca 1934. Następnie prowadził we Lwowie kancelarię notarialną do września 1939.
Podczas okupacji niemieckiej i sowieckiej we Lwowie był zmuszony do ukrywania tożsamości. Od 1946 mieszkał we Wrocławiu i pracował jako radca okręgowego Urzędu Likwidacyjnego do zakończenia działalności Urzędu w 1951. Później zajmował się tłumaczeniami tekstów naukowych i był obserwatorem fenologicznym.

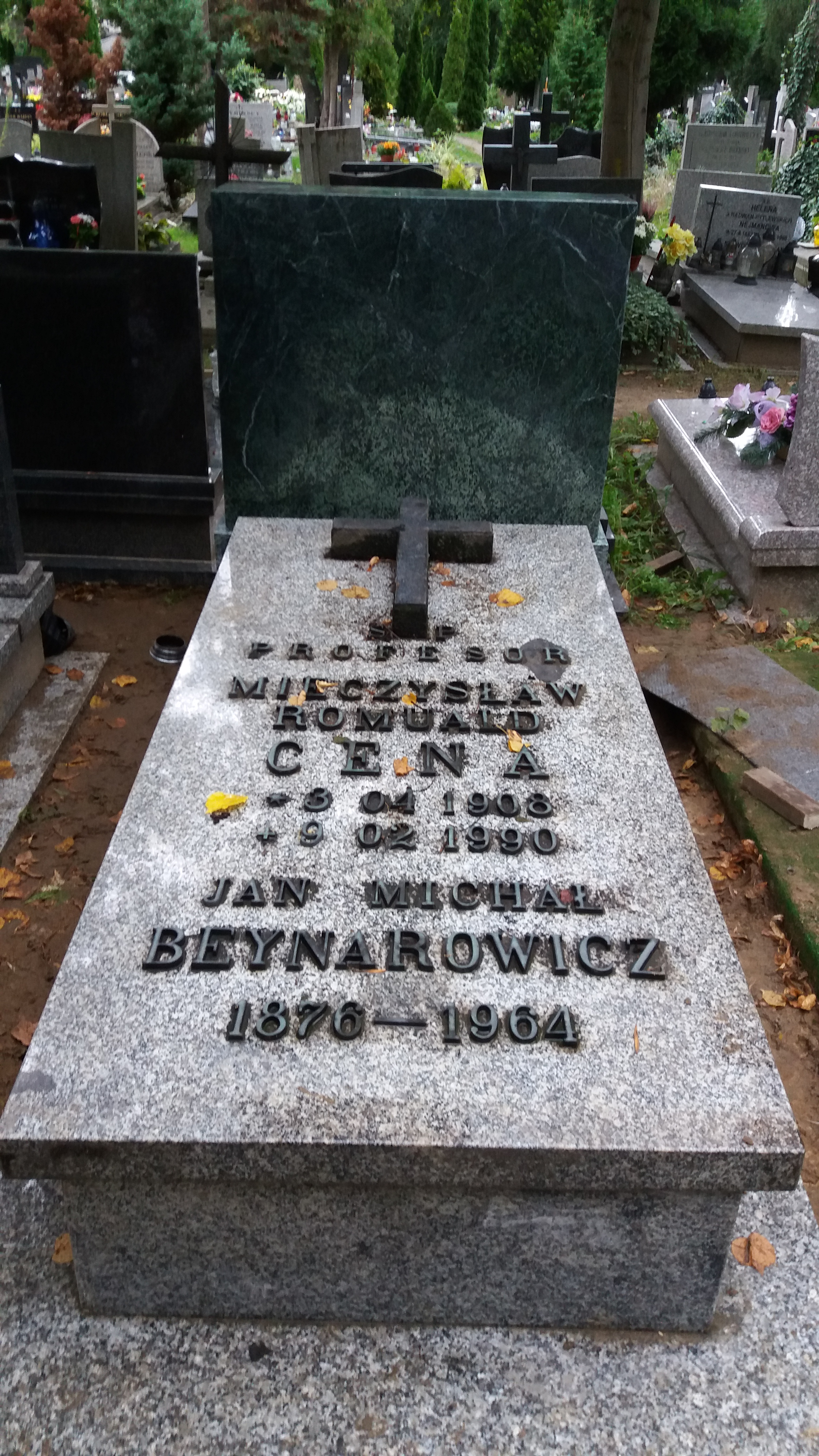
Grobowiec na cmentarzu św. Wawrzyńca we Wrocławiu, pole 1 boczne, 490

Był jednym z pionierów polskiej turystyki górskiej i narciarstwa. W początku XX wieku był uczestnikiem eksploracyjnych wypraw Karpackiego Towarzystwa Narciarzy w Gorganach i Czarnohorze. Razem z Mieczysławem Karłowiczem, którego był częstym partnerem wypraw tatrzańskich, latem 1907 dokonał wejścia na Młynarzową Przełęcz w Tatrach. Był także aktywnym członkiem Sekcji Turystycznej Towarzystwa Tatrzańskiego (później Klubu Wysokogórskiego) i w 1912 odbył osiem wspinaczek lub przejść w lecie (w tym pierwsze wejście północną ścianą na tatrzańskie Kozie Czuby), a także cztery przejścia narciarskie w Karpatach Wschodnich. W marcu 1914 uczestniczył razem z Kazimierzem Saysse-Tobiczykiem w pierwszym narciarskim przejściu pasma Gór (Alp) Rodniańskich.
Używał najczęściej tylko drugiego imienia Michał. Pisownia nazwiska „Beynarowicz” lub „Bejnarowicz” zmieniała się w czasie jego życia. W sprawach urzędowych (jako notariusz) podpisywał się „Dr J Michał Beynarowicz”, a swoje publikacje prawnicze i udział w wyprawach górskich jako „Michał Beynarowicz”.